# Франсишка Бразильская
Франси́шка де Брага́нса (порт. Francisca de Bragança; при рождении Франси́шка Кароли́на Жоа́на Карло́та Леопольди́на Рома́на Шавье́р де Па́ула Микаэ́ла Габриэ́ла Рафаэ́ла Гонза́га де Брага́нса (порт. Francisca Carolina Joana Carlota Leopoldina Romana Xavier de Paula Micaela Gabriela Rafaela Gonzaga de Bragança); 2 августа 1824, Рио-де-Жанейро, Бразилия — 27 марта 1898, Париж, Франция) — бразильская принцесса и португальская инфанта, дочь императора Педру I и его первой супруги Марии Леопольдины Австрийской. Супруга Франсуа Орлеанского, принца Жуанвиль.

## Биография

### Ранняя жизнь
Принцесса Франсишка родилась 2 августа 1824 года в императорском дворце Сан-Кристован, Рио-де-Жанейро. Своё имя новорождённая получила по названию реки Сан-Франсиску в Бразилии. Отец — император Бразилии Педру I, мать — Мария Леопольдина, эрцгерцогиня Австрийская. По отцу внучка португальского короля Жуана VI, и Карлоты Жоакины Испанской, по матери — Франца II, императора Священной Римской империи, и Марии Терезы Бурбон-Неаполитанской. По отцу принадлежала к Бразильской ветви королевской династии Браганса, правившей Португалией много веков. Через мать приходилась племянницей императору Франции Наполеону I, а также двоюродной сестрой Наполеону II, императору Австро-Венгрии Францу-Иосифу и императору Мексики Максимилиану I. Помимо титула принцессы Бразилии, Франсишка имела титул инфанты Португалии. Всего в семье было семеро детей, включая будущего императора Педру II.
11 декабря 1826 года императрица Мария Леопольдина скончалась от последствий выкидыша. Император сильно тосковал по супруге, и через три года после её смерти заключил второй брак с внучкой императрицы Франции Жозефины де Богарне, герцогиней Амелией Лейхтенбергской. Свадьба состоялась 17 октября 1829 года. Амелия стала матерью пятерым детям императора от первого брака. В новом браке родилась единственная дочь, принцесса Мария Амелия.

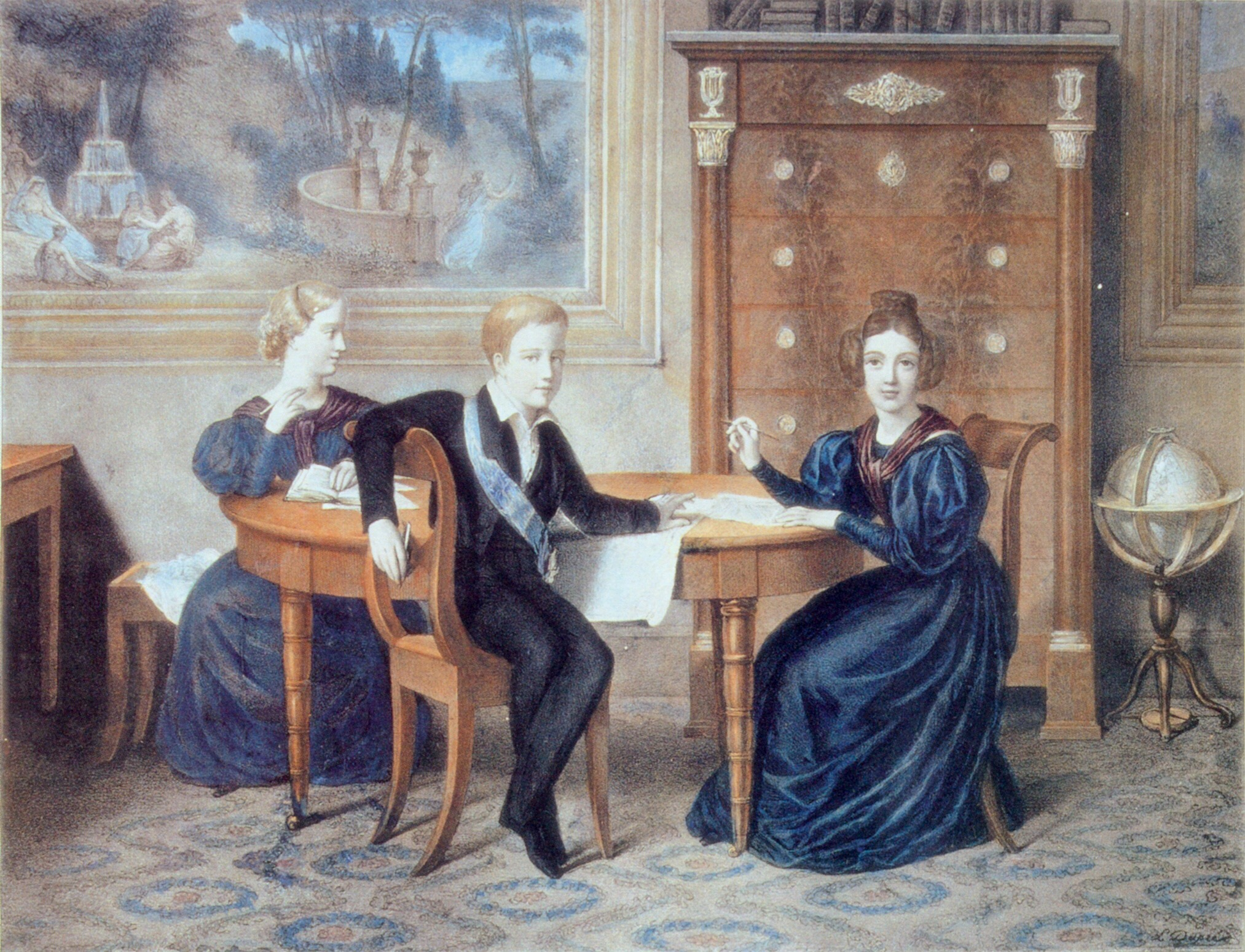
Принцессы Франсишка и Жануария с императором Педру II в трауре по отцу. Феликс Таунай, около 1835, Императорский музей Бразилии

Педру I отрекся от бразильского престола 7 апреля 1831 года для того, чтобы поддержать свою дочь в борьбе за португальскую корону, когда власть в королевстве захватил брат Педру Мигел. Император принял титул «герцога Браганса» и вместе со второй супругой, которая была тогда беременна, старшей дочерью и сестрой, инфантой Аной де Хесус отправился в Португалию. Больше дети с отцом не виделись. Перед отъездом, бывший император оставил в качестве опекуна Жозе Бонифасиу де Андрада и Силва, бразильского дипломата, учёного, философа и поэта.
Дети императора любили проводить время вместе, были послушными, а сёстры всячески помогали своему брату Педру II, который после отречения отца получил титул бразильского императора. Детей регулярно водили в церковь, учили, они занимались на музыкальных инструментах вместе с преподавателями. 9 апреля 1831 года Педру II был официально провозглашён императором. По этому случаю, он показался вместе с сёстрами на балконе императорского дворца.

### Брак
Принцесса Франсишка вышла замуж за французского принца Франсуа Орлеанского, третьего сына короля Франции Луи Филиппа I, и Марии Амалии, принцессы Неаполитанской и Сицилийской. После брака получила титул «Её Королевское Высочество Франсишка, принцесса де Жуанвиль». Баронесса де Лангсдорф, компаньонка Франсишки, отвечала за свадебные приготовления. Свадьба состоялась в Рио-де-Жанейро, 1 мая 1843 года. Невесте было 19 лет, жениху — 25. По брачному договору, приданое невесты оценивалось в один миллион франков и временный доход в размере 6 % от национального бюджета, а также 25 квадратных миль земли в штате Санта-Катарина в Бразилии. Личное состояние невесты, которое не включалось в приданое, составляло 25 000 франков, а также бриллиантовое наследство на общую сумму в 200 000 франков. Принцесса на всех производила хорошее впечатление. Её будущий муж писал королю: «Принцесса Франсишка высокая и очень элегантная; она добра, в ней есть та прекрасная живость натуры: светлые волосы, очень тёмные глаза и приятный свежий взгляд. Лоб у неё слегла велик, но нижняя часть лица имеет, что ни на есть, соблазнительный вид».

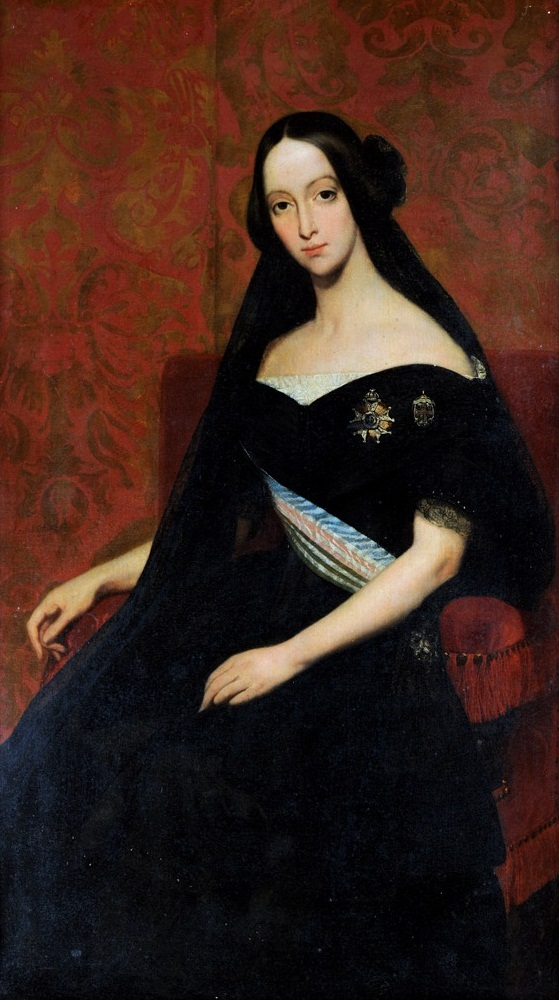
Принцесса Франсишка. Моро, Франсуа Рене (ок. 1844), Императорский музей Бразилии

Супруги поселились в Париже, где принцессу считали одной из самых красивых аристократок, а весь столичный свет восхищался её весёлой непосредственностью. В Париже её называли «Прекрасная Франсишка» (фр. La Belle Françoise). Ночью, в отличие от других членов королевской семьи, молодожёны любили бывать в кафе, ресторанах и театрах, а под утро предпочитали скакать на лошадях по Булонскому лесу. Принц Франсуа был хорошим акварелистом, изображая свою жену на лошадях. Супруги были восприемниками принцессы Леопольдины Бразильской, младшей дочери императора Педру II. Франсишка была близкой подругой Луизы де Баррос, графини Барраль, которая позже заняла должность, по рекомендациям принцессы де Жуанвиль, гувернантки дочерей императора Педру II, принцесс Изабеллы и Леопольдины.
Когда король Луи Филипп был свергнут с престола, супруги были вынуждены покинуть Францию. Новым домом для них стала Англия, где они осели в Клермонт-хаусе. Во время Второй империи Бонапартов Франсишка вместе с мужем и детьми вернулась в Париж. Принцесса поддерживала связи со своими бразильскими родственниками, которых призывала бороться против республиканцев, вплоть до смерти в 1898 году. Её супруг умер через два года. Оба похоронены в Королевской капелле в Дрё.

### Дети
От брака с принцем Франсуа Орлеанским у Франсишки Бразильской родилось трое детей:
- принцесса Франсуа́за Мари́я Аме́лия (14.08.1844—28.10.1925) — вышла замуж за своего двоюродного брата принца Роберта, герцога Шартрского, сына наследника французской короны Фердинанда Филиппа, герцога Орлеанского, и принцессы Елены Мекленбург-Шверинской, имели пятерых детей;
- принц Пьер Фили́пп Жан Мари́я[англ.] (04.11.1845—17.08.1919) — герцог Пантьевр, женат не был, имел двух незаконнорождённых детей;
- принц N (род. и ум. 1849) — мертворождённый сын.